# Lovers on the Sun
«Lovers on the Sun» — песня французского музыкального продюсера Давида Гетта из его шестого студийного альбома «Listen». В ней присутствует вокал американского певца и автора песни Сэма Мартина. Она была выпущена 30 июня 2014 года для цифрового скачивания в качестве ведущего сингла альбома. Продюсерами выступили Гетта, Авичи, Ристерер и Туинфорт, с дополнительным производством от итальянской домашней продюсерской команды Daddy’s Groove. Трек достиг чарта синглов в Австрии, Финляндии, Германии и Великобритании и достиг топа 40 в большинстве стран, где он попал в чарты.
Мэллори Нокс исполнил кавер-версию песни на Live Lounge от BBC Radio 1.

## Предыстория
Песня вдохновлена музыкой из фильмов в жанре спагетти-вестерн.

## Видеоклип
Лирик-видео было выпущено для песни на тему Дикого Запада. Музыкальное видео было выпущено 12 августа 2014 года также на тему Дикого Запада. Режиссером выступил Марк Класфельд, в главных ролях Рэй Лиотта, который играет злодея и Джейми Грей Хайдер, изображая героя «Сексуального», спасающий Эндрю Кигана «Хорошего». Idolator сказал, что видео было «освежающим» и назвал его «феерией, наполненной спецэффектами».

## Приём публики
4Music отметила «двойную диджейскую силу» песни (Гетта и Авичи, которые были соавторами и сопродюсерами трека) и предположили, что это «должно означать, что это будет большой хит».

## Участники записи
| - Давид Гетта — автор, продюсер, инструменты - Сэм Мартин – автор, гитара - Фредерик Ристерер – инструменты, продюсер, автор - Джорджо Туинфорт – автор, продюсер, инструменты, фортепиано - Джейсон Эвиган – автор, гитара - Майкл Айцингер – автор, гитара - Авичи (Тим Берглинг) — автор, продюсер, инструменты, фортепиано - Daddy’s Groove – дополнительный продюсер, программирование, микшер - Ральф Вегнер - саунд-дизайнер - Ксавье Стивенсон - инженер звукозаписи - Аарон Ахмад - инженер звукозаписи - Пол Пауэр - запись оркестра, микшер оркестра - Франк ван дер Хейден - оркестровая аранжировка, дирижер - Бен Матот - первая скрипка - Floortje Beljon - первая скрипка - Ян де Йонг - первая скрипка - Ингер ван Влиет - первая скрипка - Марлин Велдстра - первая скрипка | - Сара де Врис - первая скрипка - Софи ван дер Пол - первая скрипка - Tseroeja van den Bos - первая скрипка - Diewertje Wanders - вторая скрипка - Элиз Нордхук - вторая скрипка - Джудит Эйзенхардт - вторая скрипка - Джудит ван Дриль - вторая скрипка - Maartje Korver - вторая скрипка - Марлин Вестер - вторая скрипка - Аннемари Хенсенс - альтернативная скрипка - Брам Фабер - альтернативная скрипка - Марк Малдер - альтернативная скрипка - Янна Пельсер - альтернативная скрипка - Дэвид Фабер - виолончель - Jascha Bordon - виолончель - Томас ван Джилен - виолончель - Hinse Mutter - бас - Джесси Февес - бас |

Согласно CD-синглу.

## Список композиций
| №  | Название                                   | Длительность |
| -- | ------------------------------------------ | ------------ |
| 1. | «Lovers on the Sun» (featuring Sam Martin) | 3:23         |

| №  | Название                                   | Длительность |
| -- | ------------------------------------------ | ------------ |
| 1. | «Lovers on the Sun» (featuring Sam Martin) | 5:53         |

| №  | Название                                                       | Длительность |
| -- | -------------------------------------------------------------- | ------------ |
| 1. | «Lovers on the Sun» (featuring Sam Martin) (Stadiumx remix)    | 6:00         |
| 2. | «Lovers on the Sun» (featuring Sam Martin) (Showtek remix)     | 4:53         |
| 3. | «Lovers on the Sun» (featuring Sam Martin) (Blasterjaxx remix) | 5:43         |
| 4. | «Lovers on the Sun» (featuring Sam Martin) (extended)          | 5:55         |

| №  | Название                                            | Длительность |
| -- | --------------------------------------------------- | ------------ |
| 1. | «Lovers on the Sun» (featuring Sam Martin)          | 3:23         |
| 2. | «Blast Off» (with Kaz James) (radio edit)           | 3:07         |
| 3. | «Bad» (with Showtek featuring Vassy) (radio edit)   | 2:50         |
| 4. | «Shot Me Down» (featuring Skylar Grey) (radio edit) | 3:11         |

| №  | Название                                              | Длительность |
| -- | ----------------------------------------------------- | ------------ |
| 1. | «Lovers on the Sun» (featuring Sam Martin)            | 3:23         |
| 2. | «Lovers on the Sun» (featuring Sam Martin) (extended) | 5:55         |

| №  | Название                         | Длительность |
| -- | -------------------------------- | ------------ |
| 1. | «Lovers on the Sun» (radio edit) | 3:23         |
| 2. | «Blast Off» (radio edit)         | 3:07         |
| 3. | «Bad» (radio edit)               | 2:50         |
| 4. | «Shot Me Down» (radio edit)      | 3:11         |
| 5. | «Lovers on the Sun» (extended)   | 5:55         |
| 6. | «Blast Off» (original mix)       | 5:37         |
| 7. | «Bad» (original mix)             | 4:30         |
| 8. | «Shot Me Down» (extended)        | 5:15         |

## Чарты
| Чарт (2014)                                | Высшая позиция |
| ------------------------------------------ | -------------- |
| Австралия (ARIA)                           | 2              |
| Австрия (Ö3 Austria Top 40)                | 1              |
| Бельгия/Фландрия (Ultratop 50)             | 4              |
| Бельгия/Валлония (Ultratop 50)             | 4              |
| Канада (Billboard Canadian Hot 100)        | 51             |
| Чехия (Singles Digitál Top 100)            | 3              |
| Дания (Tracklisten)                        | 11             |
| Финляндия (Suomen virallinen lista)        | 1              |
| Франция (SNEP)                             | 5              |
| Германия (GfK)                             | 1              |
| Венгрия (Dance Top 40)                     | 2              |
| Венгрия (Rádiós Top 40)                    | 1              |
| Венгрия (Single Top 40)                    | 3              |
| Ирландия (IRMA)                            | 3              |
| Израиль (Media Forest)                     | 2              |
| Италия (FIMI)                              | 4              |
| India International Singles (IMI)          | 2              |
| Lebanon (The Official Lebanese Top 20)     | 2              |
| Нидерланды (Dutch Top 40)                  | 12             |
| Нидерланды (Single Top 100)                | 16             |
| Новая Зеландия (Recorded Music NZ)         | 25             |
| Норвегия (VG-lista)                        | 4              |
| Польша (Polish Airplay Top 100)            | 3              |
| Польша (Dance Top 50)                      | 3              |
| Румыния (Romanian Radio Airplay)           | 9              |
| Россия (TopHit)                            | 4              |
| Шотландия (OCC Scotland)                   | 1              |
| Словакия (Singles Digitál Top 100)         | 7              |
| Slovenia (SloTop50)                        | 5              |
| ЮАР (EMA)                                  | 7              |
| Испания (PROMUSICAE)                       | 7              |
| Швеция (Sverigetopplistan)                 | 6              |
| Швейцария (Schweizer Hitparade)            | 2              |
| Великобритания (OCC UK Singles)            | 1              |
| Великобритания (OCC UK Dance)              | 1              |
| Украина (TopHit)                           | 13             |
| США (Billboard Bubbling Under Hot 100)     | 21             |
| США (Billboard Hot Dance/Electronic Songs) | 12             |
| США (Billboard Dance Club Songs)           | 3              |

| Чарт (2014)                               | Позиция |
| ----------------------------------------- | ------- |
| Austria (Ö3 Austria Top 40)               | 24      |
| Belgium (Ultratop Flanders)               | 37      |
| Belgium (Ultratop Wallonia)               | 32      |
| Germany (Official German Charts)          | 14      |
| Hungary (Dance Top 40)                    | 26      |
| Hungary (Rádiós Top 40)                   | 31      |
| Hungary (Single Top 40)                   | 20      |
| Italy (FIMI)                              | 30      |
| Netherlands (Dutch Top 40)                | 45      |
| Netherlands (Single Top 100)              | 35      |
| Poland (Dance Top 50)                     | 2       |
| Poland (ZPAV)                             | 41      |
| Russia Airplay (TopHit)                   | 40      |
| Slovenia (SloTop50)                       | 33      |
| Spain (PROMUSICAE)                        | 38      |
| Sweden (Sverigetopplistan)                | 41      |
| Switzerland (Schweizer Hitparade)         | 18      |
| Ukraine Airplay (TopHit)                  | 74      |
| UK Singles (Official Charts Company)      | 60      |
| US Hot Dance/Electronic Songs (Billboard) | 36      |
| Чарт (2015)                               | Позиция |
| Hungary (Dance Top 40)                    | 41      |

## Сертификации
| Регион | Сертификация  | Продажи   |
| --- | ------------- | --------- |
| Австралия (ARIA) | Платиновый    | 70 000^   |
| Австрия (IFPI Austria) | Золотой       | 15 000*   |
| Германия (BVMI) | Платиновый    | 400 000   |
| Италия (FIMI) | 2× Платиновый | 60 000    |
| Мексика (AMPROFON) | Золотой       | 30 000*   |
| Испания (PROMUSICAE) | Платиновый    | 40 000    |
| Швеция (GLF) | 3× Платиновый | 120 000   |
| Швейцария (IFPI Switzerland) | Платиновый    | 30 000    |
| Великобритания (BPI) | Платиновый    | 600 000   |
| Стриминг |               |           |
| Дания (IFPI Danmark) | Платиновый    | 2 600 000 |
| Испания (PROMUSICAE) | Платиновый    | 8 000 000 |
| * Данные о продажах приведены только на основе сертификации. · ^ Данные о тиражах приведены только на основе сертификации. · Данные о продажах + прослушиваниях приведены только на основе сертификации. · Данные только о прослушиваниях приведены на основе сертификации. |               |           |

## История релиза
| Регион         | Дата                   | Формат              | Лейбл                   |
| -------------- | ---------------------- | ------------------- | ----------------------- |
| Франция        | 30 июня 2014 (EP)      | Цифровое скачивание | What A Music Parlophone |
| Франция        | 21 июля 2014 (ремиксы) | Цифровое скачивание | What A Music Parlophone |
| Германия       | 1 августа 2014         | CD-сингл            | What A Music Parlophone |
| Великобритания | 17 августа 2014        | Цифровое скачивание | What A Music Parlophone |